# بقعه شیخ تاج‌الدین محمود خیوی
بقعه شیخ تاج الدین محمود خیوی مربوط به سده‌های اولیه دوران‌های تاریخی پس از اسلام ایلخانان است، و در ۶ کیلومتری جاده اصلی آستارا به اردبیل واقع شده، این اثر در تاریخ ۵ شهریور ۱۳۵۲ با شمارهٔ ثبت ۹۵۱ به‌عنوان یکی از آثار ملی ایران به ثبت رسیده است.
این بقعه مربوط به شیخ تاج الدین محمود خیوی از عارفانی است که در قرن هشتم هجری می‌زیسته است. در داخل این بقعه دو قبر دیگر نیز وجود دارد.